# Freisamer

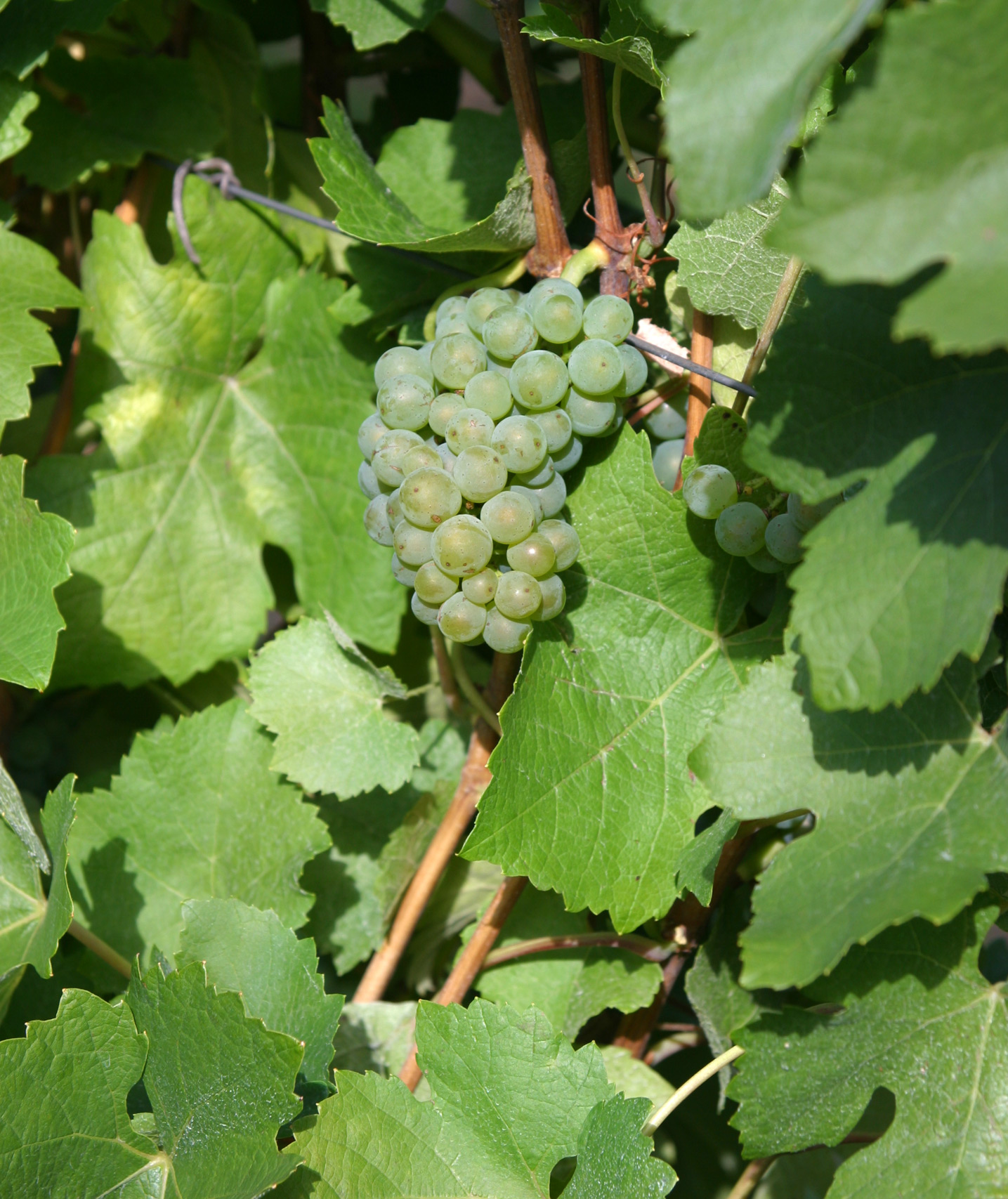
Racimo de freisamer.

La freisamer es una uva blanca alemana que crece sobre todo en la región de Baden, Alemania. Hay algunas plantaciones al este de Suiza. La variedad fue creada en 1916 por Karl Müller en el Staatliches Weinbauinstitut, en Friburgo de Brisgovia, Alemania. Se engendró cruzando la pinot gris con la silvaner. El propósito del cruce fue encontrar una variedad mejorada similar a la pinot gris.
La freisamer se usa sobre todo para hacer vinos dulces con cuerpo.
En 2008, había solamente 4 ha de freisamer en Alemania, la mayoría de las cuales estaban en Baden.

## Sinónimos
La freisamer también es conocida con el código freiburg 25-1 o Fr. 25-1, y con el sinónimo freiburger.